# Keita Watanabe
Keita Watanabe est un patineur de vitesse sur piste courte japonais.

## Biographie
Sa grande sœur l'encourage à commencer le patinage de vitesse sur piste courte alors qu'il est en deuxième année d'école primaire. Il étudie le tourisme à l'université de Hannan. Il considère le patineur de vitesse sur piste courte Takafumi Nishitani comme son modèle.

## Carrière
À la première manche de la Coupe du monde de patinage de vitesse sur piste courte 2017, à Budapest, il arrive huitième au 500 mètres et 12e au 1000 mètres et au 1500 mètres. Au relais 5000 mètres, il prend la médaille de bronze avec Kazuki Yoshinaga, Ryosuke Sakazume et Hiroki Yokoyama. À la troisième manche de la saison, il arrive 9e au 500 mètres et au 1000 mètres. À la dernière manche de la saison, il est douzième au 1000 mètres.